# Azuki
Azuki（アズキ）は文書編集機能を提供するオープンソースのライブラリである。.NET Framework 2.0 以上で動作する。

## 特徴
C#で書かれてはいるが、比較的Win32APIの使用が多い。
以下は公式サイトからの引用。
- .NET Compact Framework で動作する
- 日本語の単語をちゃんと扱える
- プロポーショナルフォントに対応
- Unicode の全文字を扱える（UTF-16のサロゲートペアや結合文字シーケンスにも対応）
- シンタックスハイライトに対応
- 行の折り返し表示に対応（禁則処理対応、ピクセル単位）
- 正規表現を使った検索機能に対応